# Plattsävssläktet
Plattsävssläktet (Blysmus) är fleråriga, lågväxta halvgräs med krypande jordstam. Stråna är trinda eller något plattade och bladiga nedtill. 
Bladen är plattade eller trinda med inrullad bladkant. 
Axsamlingen är toppställd och plattad, med ax i två rader. 
Axen är mångblommiga och äggformade. Axfjällen är ljus- eller mörkbruna och spetsiga eller trubbiga. Blomman är tvåkönad; kalkborst tre till sex, ibland tidigt avfallande. Tre ståndare, ett stift med tvåä märken. Nöten är plattad, med kvarsittande stift, omgiven av tre till sex kalkborst, eller utan kalkborst.
Kromosomtal: 2n=40 (rödsäv), 2n=44 (plattsäv). 
Släktet har tre arter, men bara två arter förekommer i Sverige plattsäv (B. compressus) och rödsäv (B. rufus).
Släktnamnet Blysmus kommer av grekiskans blysma (översvämning). 